# Ophiothrix rathbuni
Ophiothrix rathbuni är en ormstjärneart som beskrevs av Ludwig 1882. Ophiothrix rathbuni ingår i släktet Ophiothrix och familjen Ophiothrichidae. Inga underarter finns listade i Catalogue of Life.